# Rebecca Lavelle
Rebecca Anne Lavelle (ur. 18 marca 1980 w Maitland w Australii) – piosenkarka i autorka tekstów. Nagrała trzy albumu zawierające piosenki wykorzystane w popularnym australijskim serialu Córki McLeoda. Od 2011 roku mieszka w Hamburgu (Niemcy). W 2014 roku wzięła udział w programie The Voice of Germany. 

## Życiorys
Rebecca Anne Lavelle ma dwie młodsze siostry - Sarah i Rachael. Śpiewa od trzeciego roku życia. W 1999 roku ukończyła Brent Street School of Performing Arts. W latach 2002–2008 nagrała trzy albumy zawierające piosenki do serialu Córki McLeoda. Ponadto wystąpiła gościnnie w szóstej serii serialu w odcinku zatytułowanym „Old Wrongs” (Stare krzywdy).
W 2007 roku wydała swój pierwszy solowy album Intimate Portrait. Dwa lata później nagrała kolejną płytę Love & Bravery. Swój album promowała głównie w Niemczech, gdzie mieszka od 2011 roku. W 2014 roku wzięła udział w programie The Voice of Germany.

## Dyskografia

### Albumy studyjne
| Tytuł             | Informacje dot. albumu                        | Najwyższe pozycje na listach | Najwyższe pozycje na listach |
| Tytuł             | Informacje dot. albumu                        | GER                          | SWI                          |
| ----------------- | --------------------------------------------- | ---------------------------- | ---------------------------- |
| Intimate Portrait | - Wydany: 7 listopada 2007 - Wytwórnia: Edel  | 78                           | 70                           |
| Love & Bravery    | - Wydany: 12 listopada 2010 - Wytwórnia: Edel | –                            | –                            |
| Kehr Wieder       | - Wydany: 29 lutego 2016 - Wytwórnia: Edel    | –                            | –                            |

### Soundtracki
| Tytuł                                               | Informacje dot. albumu                           | Najwyższe pozycje na listach | Najwyższe pozycje na listach | Najwyższe pozycje na listach | Certyfikat           |
| Tytuł                                               | Informacje dot. albumu                           | AUS                          | AUT                          | SWI                          | Certyfikat           |
| --------------------------------------------------- | ------------------------------------------------ | ---------------------------- | ---------------------------- | ---------------------------- | -------------------- |
| McLeod's Daughters: Songs from the Series Volume 1  | - Wydany: 26 sierpnia 2002 - Wytwórnia: Sony BMG | 8                            | –                            | –                            | AUS: Platynowa płyta |
| McLeod's Daughters: Songs from the Series Volume 2  | - Wydany: 25 kwietnia 2004 - Wytwórnia: Sony BMG | 19                           | –                            | –                            | AUS: Złota płyta     |
| McLeod's Daughters: Songs from the Series Volume 3  | - Wydany: 1 listopada 2008 - Wytwórnia: Sony BMG | –                            | 53                           | 57                           |                      |
| McLeod's Daughters - The Best Songs From The Series | - Wydany: 4 maja 2009 - Wytwórnia: Sony BMG      | –                            | –                            | 85                           |                      |

### Single
- 2002: „My Heart Is Like a River” (z McLeod's Daughters: Songs from the Series Volume 1)
- 2010: „Breakthrough Away” (z Love & Bravery)
- 2015: „Your Massage”, „River”